# بيت المليكي (الطويلة)

تعديل مصدري - تعديل

بيت المليكي هي إحدى قرى عزلة بني الخياط بمديرية الطويلة التابعة لمحافظة المحويت، بلغ تعداد سكانها 387 نسمة حسب تعداد اليمن لعام 2004.